# Unebi
El Unebi (畝傍?) fue un crucero protegido de la Armada Imperial Japonesa construido en Francia, que desapareció con toda su tripulación en diciembre de 1886.

## Diseño y desarrollo
El Unebi recibió su nombre en honor al homónimo monte Unebi de Kashihara, Japón. Encargado en esta ocasión a astilleros franceses, en lugar de ingleses, se intentó dotarlos de un armamento más pesado que los precedentes Clase Naniwa. De hecho, las cuatro piezas Krupp de 240 mm (dos por banda) debieron ser alojadas en soportes parcialmente suspendidos fuera del casco, debido a la curvatura interior que presentaba el mismo para mantener reducido el peso total. Por consiguiente, la manga era superior a la anchura de la cubierta, y de hecho, el armamento sumaba un total de 400 toneladas, un 11% del desplazamiento total de la nave. Tan solo los cañones Krupp pesaban 18 toneladas por unidad. Pese a ser superiores en armamento, su diseño era ligeramente obsoleto para la época, contando con una arboladura de 3 mástiles para el velamen.

## Hundimiento
Tras superar las pruebas de mar, el Unebi fue entregado a la Armada el 3 de diciembre de 1886. Desapareció mientras viajaba entre Singapur y Japón en octubre de 1887. La causa más probable fue que el buque zozobrase debido al excesivo peso suspendido fuera del casco, que provocaba un bajo metacentro transversal. Del mismo modo, un velamen totalmente desplegado contribuiría a impedir que el buque se adrizase con la suficiente rapidez como para evitar que zozobrase.